# Riemannmångfald
Riemannmångfald eller Riemannsk mångfald är ett begrepp inom matematiken. Det betecknar en glatt mångfald tillsammans med en icke-degenererad inre produkt på varje tangentrum som varierar glatt över mångfalden. 
Begreppet introducerades av Bernhard Riemann under hans föreläsningar 1854. 